# 長野県医師会
一般社団法人長野県医師会（いっぱんしゃだんほうじんながのけんいしかい、英称 Nagano Medical Association）は、長野県の医師を会員とする法人。

## 本部所在地
長野県長野市三輪田町1316-9

## 役員
- 会長　大西雄太郎
- 副会長　佐々木治夫
- 副会長　五味茂喜

## 沿革
- 1947年 設立

## 郡市医師会
- 長野市医師会
- 松本市医師会
- 上田市医師会
- 岡谷市医師会
- 諏訪市医師会
- 安曇野市医師会
- 諏訪郡医師会
- 佐久医師会
- 小県医師会
- 上伊那医師会
- 飯田医師会
- 木曽医師会
- 塩筑医師会
- 大北医師会
- 更級医師会
- 千曲医師会
- 須高医師会
- 中高医師会
- 上水内医師会
- 飯水医師会
- 小諸北佐久医師会